# ホスエ・マルティネス
ホスエ・イサック・マルティネス・エリアス（Josué Isaac Martinez Areas、1990年3月25日 - ）はコスタリカのサッカー選手。ベレンFC所属。元コスタリカ代表。

## 来歴
2009年にプリメーラ・ディビシオン所属のデポルティーボ・サプリサに加入し、同年開催された2009 FIFA U-20ワールドカップに出場。クラブでもコスタリカの「エル・クラシコ」と呼ばれるLDアラフエレンセとの対戦の第1戦で決勝点を挙げるなど、2009-10シーズンリーグタイトル獲得に貢献。在籍3シーズンでリーグ戦66試合に出場し19ゴールを挙げた。CONCACAFチャンピオンズリーグでも2010-11シーズンのノックアウトステージに出場、2010年10月19日のアウェイでのシアトル・サウンダーズFC戦で89分にケーシー・ケラーを交わしてゴールを挙げ、2-1での勝利に貢献した。
2011年12月7日、メジャーリーグサッカーのフィラデルフィア・ユニオンと契約。初年度は18試合出場1ゴールだった。
2012年12月6日、セバスチャン・ル・トゥーとのトレード（マルディネス＋金銭）でニューヨーク・レッドブルズに移籍するが、2013年3月29日に解雇された。

## 代表でのキャリア
2009年にエジプトで開催された2009 FIFA U-20ワールドカップで4位となったU-20サッカーコスタリカ代表の主力メンバーで、大会で2ゴールを挙げている。
若くして有望と見られていたこともあり、サプリサでのトップチームデビューの前にA代表にも選ばれている。2010年10月12日に行われたエルサルバドルとの国際親善試合で代表初ゴール。コパ・アメリカ2011では3試合に出場し1ゴールを挙げている。